# Skeletophyllon euphyes
Skeletophyllon euphyes is een vlinder uit de familie van de Houtboorders (Cossidae). De wetenschappelijke naam van de soort is voor het eerst gepubliceerd in 1932 door Reginald James West.
De soort komt voor in Zuidoost-Azië waaronder Thailand, Maleisië, Indonesië (Sumatra, Sulawesi), Brunei en de Filipijnen.